# Psyllaephagus ypsilon
Psyllaephagus ypsilon is een vliesvleugelig insect uit de familie Encyrtidae. De wetenschappelijke naam is voor het eerst geldig gepubliceerd in 1962 door Riek.